# Elwyn Simons
Elwyn LaVerne Simons (1930) és un paleontòleg estatunidenc i conservacionista dels primats. Ha treballat a Egipte, Wyoming, i Madagascar. Durant la seva carrera, ha estat supervisor de moltes tesis doctorals incloen les de Philip D. Gingerich, D. Tab Rasmussen, Erik Seiffert, Richard Kay, i Daniel Gebo. Ha escrit més de 300 llibres i articles de recerca.